# Massimo Presciutti
Massimo Presciutti (Camporeggiano, 23 luglio 1951) è un disegnatore italiano.

## Biografia
Nel 1976 esordì nella rivista Ca Balà e, in seguito a questa collaborazione, suoi disegni vennero pubblicati a corredo di inserti dedicati alla satira da altri settimanali come L'Espresso o Panorama. In questo periodo collabora anche con altre riviste come ABC e Il male.
Negli anni ottanta pubblicò alcune vignette su La Repubblica e, dagli anni novanta, curò la collana di satira politica del Centro di Documentazione di Pistoia di cui sono stati pubblicati tre volumi, i primi due antologici e il terzo, Libertà di stampella, dato alle stampe quale unico autore. Grazie al Premio di Satira Politica di Forte di Marmi, inizia a partecipare annualmente alle mostre del Museo della satira e della caricatura, una collaborazione che sfocerà poi nell'iniziativa periodica de La satira a scuola.
È stato insegnante elementare e ha curato progetti scolastici ed europei. Negli anni di insegnamento ha scritto canzoni collegate alla didattica a supporto di proprie iniziative, nonché del progetto La chiave fatata.
Nel 2019 ha pubblicato Microsolchi dell'arte, un omaggio al pittore Giuliano Presciutti.

## Opere
- La bottega del fumetto. Corso autodidatta di disegnatore di fumetti,  20 volumi di 80 pagine ciascuno più una guida per la consultazione e l’uso, Marcon, Città di Castello 1985.
- C’era un panda. Testi di canzoni per ragazzi di Massimo Presciutti illustrate da 10 serigrafie originali di Berlinghiero Buonarroti, Gruppo Stanza, Firenze 1987.
- Architettura dei sentimenti «Libro oggetto di Massimo Presciutti. Si può leggere all'infinito come una vite senza fine. (...) Stampato in tre sistemi di stampa: tipografia, serigrafia e fotolitografia», Distribuzione Opus Libri, tiratura 442 copie
- Libertà di stampella,  Collana Mondo ridente, Centro di Documentazione di Pistoia, Pistoia 1994, ISBN 8885641482
- Il mio gatto stava male,  Stampa Alternativa Serie Millelire, Roma 1994
- Microsolchi dell'arte. Viaggio a cavallo dei secoli XV e XVI attraverso l’opera di Giuliano Presciutti, PresciArt, Firenze 2019, ISBN 9791220043847i

## Riconoscimenti
- Accademico d’Onore all'Accademia delle Arti del Disegno.[9]